# Деян Антич
Деян Антич (серб. Дејан Антић; нар. 9 грудня 1968,Белград) — сербський шахіст і шаховий тренер, гросмейстер від 1999 року.

## Шахова кар'єра
Перших успіхів на міжнародній арені почав досягати на початку 1990-х років, 1991 року отримавши звання міжнародного майстра. 1996 року поділив 1-ше місце (разом із, зокрема, Хрістосом Банікасом та Ігорем Міладиновичем) у Кавалі, тоді як у 1998 році переміг (разом з Мілко Попчевим) у Ягодині і посів 1-ше місце на міжнародному чемпіонату Сербії в Шабаці. 2000 року поділив 2-3-тє місце (позаду Златко Ілінчича, разом з Іваном Іванишевичем) у фіналі чемпіонату Югославії, який відбувся в Суботиці.
У наступних роках досягнув низки успіхів, зокрема, в таких містах, як:
- Обреноваць (2001, посів 1-ше місце),
- Белград (2001, поділив 2-ге місце позаду Славиша Маринковича, разом із, зокрема, Мілко Попчевим i Небойшою Никцевичем),
- Коринф (2002, поділив 2-ге місце позаду Сергія Волкова, разом із, зокрема, Дмитром Свєтушкіним i Атанасіосом Мастровасіліосом),
- Лесковац (2002, чемпіонат Республіки Сербської, посів 2-ге місце позаду Міодрага Савича),
- Лепосавич (2003, посів 1-ше місце),
- Копаоник (2005, чемпіонат Сербія та Чорногорії, поділив 2-ге місце позаду Мілоша Перуновича, разом з Бранко Дамляновичем i Ніколою Джукичем),
- Зефельд-ін-Тіроль (2005, поділив 2-ге місце позаду Карелом ван дер Вейде, разом з Аркадієм Ротштейном i Михайлом Івановим),
- Лас-Вегас (2006, поділив 1-ше місце разом з Леонідом Кріцом i Робером Фонтеном),
- Вршац (2006, відкритий турнір Меморіалу Борислава Костіча, поділив 1-ше місце разом із, зокрема, Гораном Чабрило, Бошко Абрамовичем i Слободаном Мартиновичем),
- Сідней (2008, відкритий чемпіонат Австралії, посів 1-ше місце),
- Канберра (2008, турнір Doeberl Cup Premier, поділив 2-ге місце позаду Варужана Акопяна, разом із, зокрема, Мерабом Гагунашвілі i Чжаном Чжуном),
- Врнячка-Баня (2008, чемпіонат Центральної Сербії, поділив 1-ше місце разом з Душаном Райковичем),
- Белград (2008, поділив 1-ше місце разом зі Срджаном Цвєтковичем i Йоном Гуннарсоном),
- Пловдив (2009, відкритий чемпіонат Болгарії, поділив 1-ше місце разом із, зокрема, Васілом Спасовим i Борисом Чаталбашевим)[1].

Примітка: Список успіхів неповний (доповнити починаючи з 2010 року).
Найвищий рейтинг Ело в кар'єрі мав станом на 1 липня 2009 року, досягнувши 2523 очок займав тоді 22-ге місце серед сербських шахістів.